# Leichtathletik-Weltmeisterschaften 2017/Teilnehmer (Ungarn)
| Gelbes Symbol für Goldmedaillen mit stilisierten Olympischen Ringen | Graues Symbol für Silbermedaillen mit stilisierten Olympischen Ringen | Braundes Symbol für Bronzemedaillen mit stilisierten Olympischen Ringen |
| ------------------------------------------------------------------- | --------------------------------------------------------------------- | ----------------------------------------------------------------------- |
| —                                                                   | 1                                                                     | 1                                                                       |

Von Ungarn wurden zehn Athletinnen und sechs Athleten für die Leichtathletik-Weltmeisterschaften 2017 in London nominiert.

## Ergebnisse

### Frauen

#### Laufdisziplinen
| Athletin          | Disziplin        | Vorlauf     | Vorlauf | Halbfinale         | Halbfinale         | Finale             | Finale             |
| Athletin          | Disziplin        | Zeit        | Platz   | Zeit               | Platz              | Zeit               | Platz              |
| ----------------- | ---------------- | ----------- | ------- | ------------------ | ------------------ | ------------------ | ------------------ |
| Viktória Gyürkés  | 3000 m Hindernis | 9:52,66 min | 27      |                    |                    | nicht qualifiziert | nicht qualifiziert |
| Gréta Kerekes     | 100 m Hürden     | 13,15 s     | 26      | nicht qualifiziert | nicht qualifiziert | nicht qualifiziert | nicht qualifiziert |
| Luca Kozák        | 100 m Hürden     | 13,17 s     | 28      | nicht qualifiziert | nicht qualifiziert | nicht qualifiziert | nicht qualifiziert |
| Barbara Kovács    | 20 km Gehen      |             |         |                    |                    | 1:32:44 h          | 27                 |
| Viktória Madarász | 20 km Gehen      |             |         |                    |                    | 1:30:05 h NR       | 12                 |
| Rita Récsei       | 20 km Gehen      |             |         |                    |                    | 1:40:56 h          | 51                 |

#### Sprung/Wurf
| Athletin     | Disziplin   | Qualifikation | Qualifikation | Finale             | Finale             |
| Athletin     | Disziplin   | Weite         | Platz         | Weite              | Platz              |
| ------------ | ----------- | ------------- | ------------- | ------------------ | ------------------ |
| Anita Márton | Kugelstoßen | 18,76 m       | 3             | 19,49 m            | Silber             |
| Anita Márton | Diskuswurf  | 55,96 m       | 24            | nicht qualifiziert | nicht qualifiziert |
| Réka Gyurátz | Hammerwurf  | 67,48 m       | 16            | nicht qualifiziert | nicht qualifiziert |

#### Siebenkampf
| Athletin                 | Disziplin | 100 m Hürden | Hochsprung | Kugelstoßen | 200 m   | Weitsprung | Speerwurf  | 800 m          | Punkte | Platz |
| ------------------------ | --------- | ------------ | ---------- | ----------- | ------- | ---------- | ---------- | -------------- | ------ | ----- |
| Xénia Krizsán            | Ergebnis  | 13,70 s      | 1,77 m     | 14,14 m     | 25,15 s | 5,93 m     | 51,25 m PB | 2:07,17 min PB | 6356   | 9     |
| Xénia Krizsán            | Punkte    | 1021         | 941        | 803         | 873     | 828        | 884        | 1006           | 6356   | 9     |
| Györgyi Zsivoczky-Farkas | Ergebnis  | 14,05 s      | 1,77 m     | 13,75 m     | 25,38 s | 5,94 m     | 44,95 m    | 2:13,44 min SB | 6050   | 17    |
| Györgyi Zsivoczky-Farkas | Punkte    | 971          | 941        | 777         | 852     | 831        | 763        | 915            | 6050   | 17    |

### Männer

#### Laufdisziplinen
| Athlet          | Disziplin    | Vorlauf | Vorlauf | Halbfinale | Halbfinale | Finale       | Finale |
| Athlet          | Disziplin    | Zeit    | Platz   | Zeit       | Platz      | Zeit         | Platz  |
| --------------- | ------------ | ------- | ------- | ---------- | ---------- | ------------ | ------ |
| Balázs Baji     | 110 m Hürden | 13,35 s | 6       | 13,23 s    | 5          | 13,28 s      | Bronze |
| Máté Helebrandt | 50 km Gehen  |         |         |            |            | 3:43:56 h NR | 6      |

#### Sprung/Wurf
| Athlet              | Disziplin  | Qualifikation | Qualifikation | Finale             | Finale             |
| Athlet              | Disziplin  | Weite         | Platz         | Weite              | Platz              |
| ------------------- | ---------- | ------------- | ------------- | ------------------ | ------------------ |
| Zoltán Kővágó       | Diskuswurf | 59,46 m       | 22            | nicht qualifiziert | nicht qualifiziert |
| Bence Halász        | Hammerwurf | 75,56 m       | 5             | 74,45 m            | 11                 |
| Krisztián Pars      | Hammerwurf | 74,08 m       | 14            | nicht qualifiziert | nicht qualifiziert |
| Norbert Rivasz-Tóth | Speerwurf  | 78,76 m       | 21            | nicht qualifiziert | nicht qualifiziert |